# Vallonia enniensis
Vallonia enniensis е вид коремоного от семейство Valloniidae.

## Разпространение
Видът е разпространен в Австрия, Белгия, Германия, Гърция, Испания (Балеарски острови и Канарски острови), Италия, Полша, Румъния, Русия, Словакия, Украйна, Унгария, Франция, Чехия и Швейцария.